# Zeleni pekel
Zeleni pekel (izviren angleški naslov: Green Inferno) je ameriška kanibalska grozljivka iz leta 2013, delo režiserja Elija Rotha.